# Тяжинский район
Тяжи́нский райо́н — административно-территориальная единица (район) в Кемеровской области — Кузбасс России и одноимённое бывшее муниципальное образование (муниципальный район, преобразованный в 2019 году в муниципальный округ).
Административный центр района — посёлок городского типа Тяжинский.

## География
Расположен на северо-востоке Кемеровской области. Граничит на востоке с Красноярским краем.

## История
На территории Тяжинского района веками простирались непроходимые таёжные дебри. В XVII—XIX веках шло постепенное заселение и освоение Тяжинской земли.
В 1600 году было основано село Тяжинское, ныне Старый Тяжин, одно из старейших поселений Южной Сибири. Первыми поселенцами Тяжинской земли стали крестьяне из Смоленской, Витебской и Минской губерний. Через территорию района прошёл Московско-Сибирский тракт. Тогда притрактовые села процветали. Тяжинцы занимались извозом, ходили с обозами, принимали на постой проезжающих, торговали кормом для лошадей и шорными изделиями. На Тяжинской земле быстро развивалось производство сельскохозяйственной продукции. В начале XX века была сформирована Тяженская (Тяжено-Вершининская волость), центром которой было определено село Орешково близ села Тяженского (1913). Волость находилась в составе Мариинского уезда (округа) Томской губернии. В период с 1920 по 1923 формируется орган управления территорией — Тяженский райком РКП(б). Тогда партийный район охватывал или одну или несколько соседних волостей. Под началом райкома формируется Укрупнённая Тяженская волость (1923—1925), в которую вошли бывшая Тяженская волость и Итатская волость. В рамках реформы районирования Сибири из волостей создаются районы. Укрупнённая Тяженская волость преобразуется в отдельный район. Первоначально о Тяженском районе сообщается в сентябре 1924, однако формирование его заканчивается к преобразованию сибирских губерний в Сибирский край, то есть к лету 1925 года.
Тяжинский район, расположенный в северо-восточной части Кузбасса, был образован на территории 3,5 тыс. кв. километров. В ходе административно-территориальных реорганизаций РСФСР в 1925—1960-х гг. район неоднократно менял свои границы. Так, постановлением ВЦИК от 10 декабря 1932 года были ликвидированы Тисульский и Итатский районы, и большинство входивших в них сельсоветов перешло в состав Тяжинского района, однако постановлением Президиума Запсибкрайисполкома от 2 февраля 1935 года земли совхозов Тамбарского и Тисульского сельсоветов были переданы из Тяжинского района в состав Мариинско-Тайгинского района.
В 1930-х — 1950-х гг. жизнь района, как и других районов востока бывшей Томской губернии, определялась размещением здесь объектов Сиблага, память о которых сохраняется до сего времени. В период с 1925 года район последовательно находился в составе Томского округа Сибирского края (1925—1930), Томского округа Западно-Сибирского края (1930—1937), Томского округа Новосибирской области (1937—1942). С 26 января 1943 года район входит в состав Кемеровской области, выделенной из состава Новосибирской области.
В годы Великой Отечественной войны тысячи тяжинцев ушли на фронт, справно делали там своё ратное дело. Среди них — два Героя Советского Союза, — это Шилов Григорий Иосифович и Назаров Александр Петрович. А простой кузбасский тяжинский солдат Николай Иванович Масалов стал прообразом для создания величественного монумента над поверженным фашизмом — это памятник советскому воину-освободителю в берлинском Трептов-парке. Именно Масалов в мае 1945 года во время штурма Берлина спас немецкую девочку и его подвиг стал символом освободительной миссии советской армии.
Административным центром является посёлок городского типа Тяжинский, образованный в 1894 году. Статус райцентра и окончательного перевода сюда райкома, райвоенкомата, райотдела милиции и райисполкома посёлок получил в 1958 году.
22 февраля 1946 года из территории Тяжинского района был опять выделен Итатский район. 19 мая 1960 года территории Тяжинского и Итатского районов были объединены.
Указом Президиума Верховного Совета РСФСР от 1 февраля 1963 года «Об укрупнении районов, образовании промышленных районов и изменении подчиненности районов и городов Кемеровской области» был образован Тяжинский сельский район, в состав которого помимо сельсоветов бывшего Тяжинского района вошла также часть сельсоветов бывшего Тисульского района, а Пантелеймоновский сельсовет Тяжинского района перешёл в подчинение Мариинского горсовета. Указом Президиума Верховного Совета РСФСР от 11 января 1965 года «Об изменениях в административно-территориальном делении Кемеровской области» все эти изменения были отменены.
Законом Кемеровской области от 17 декабря 2004 года Тяжинский район также был наделён статусом муниципального района, в составе которого были образованы 12 муниципальных образований.
В августе-сентябре 2019 года Тяжинский муниципальный район был упразднён, а все входившие в его состав поселения были преобразованы путём объединения в Тяжинский муниципальный округ.
Тяжинский административный район как административно-территориальная единица области сохраняет свой статус.

## Население
| 2002    | 2009    | 2010    | 2011    | 2012    | 2013    | 2014    | 2015    | 2016    |
| ------- | ------- | ------- | ------- | ------- | ------- | ------- | ------- | ------- |
| 32 782  | ↘30 955 | ↘25 597 | ↘25 540 | ↘25 035 | ↘24 485 | ↘23 959 | ↘23 526 | ↘23 137 |
| 2017    | 2018    | 2019    | 2020    | 2021    | 2025    |         |         |         |
| ↘22 670 | ↘22 265 | ↘21 900 | ↘21 484 | ↘19 352 | ↘17 891 |         |         |         |

### Урбанизация
В городских условиях (пгт Итатский и Тяжинский) проживают  68,69 % населения района.
Гендерный состав
По данным Всероссийской переписи 2010 года население Тяжинского района составило 25597 человек, из них 11911 мужчин и 13686 женщин.

### Национальный состав
- русские — 95,3 процента;
- немцы — 0,9 процента;
- украинцы — 0,7 процента;
- татары — 0,5 процента;
- армяне — 0,5 процента;
- белорусы — 0,5 процента
- иные национальности — 1,6 процента.

## Административно-муниципальное устройство
В рамках административно-территориального устройства области Тяжинский административный район включает 10 сельских территорий, границы которых совпадают с одноимёнными сельскими поселениями, и 2 посёлка городского типа районного подчинения (с подведомственными населёнными пунктами), которые соответствуют одноимённым городским поселениям в соответствующем муниципальном районе.
В рамках муниципального устройства Тяжинского муниципальный район  с 2006 до 2019 гг. включал 12 муниципальных образований, в том числе 2 городских и 10 сельских поселений:
| №  | Муниципальное образование            | Административный центр | Количество населённых пунктов | Население (чел.) | Площадь (км²) |
| -- | ------------------------------------ | ---------------------- | ----------------------------- | ---------------- | ------------- |
| 1  | Итатское городское поселение         | пгт Итатский           | 2                             | 3311             | 31,67         |
| 2  | Тяжинское городское поселение        | пгт Тяжинский          | 1                             | 9812             | 93,51         |
| 3  | Акимо-Анненское сельское поселение   | деревня Акимо-Анненка  | 4                             | 537              | 701,55        |
| 4  | Кубитетское сельское поселение       | село Кубитет           | 4                             | 1241             | 405,00        |
| 5  | Листвянское сельское поселение       | посёлок Листвянка      | 4                             | 1121             | 299,46        |
| 6  | Нововосточное сельское поселение     | посёлок Нововосточный  | 8                             | 1190             | 301,28        |
| 7  | Новоподзорновское сельское поселение | село Новоподзорново    | 2                             | 592              | 221,68        |
| 8  | Новопокровское сельское поселение    | село Новопокровка      | 5                             | 698              | 373,12        |
| 9  | Преображенское сельское поселение    | село Преображенка      | 3                             | 1163             | 337,68        |
| 10 | Ступишинское сельское поселение      | село Ступишино         | 6                             | 1300             | 759,34        |
| 11 | Тисульское сельское поселение        | село Тисуль            | 1                             | 698              | 0,64          |
| 12 | Чулымское сельское поселение         | село Чулым             | 2                             | 237              | 6,08          |

### Населённые пункты
В Тяжинский район входят 39 населённых пункта, в том числе два городских (пгт) и 37 сельских населённых пунктов.
| №  | Населённый пункт | Тип             | Население | Бывшее поселение  |
| -- | ---------------- | --------------- | --------- | ----------------- |
| 1  | Тяжинский        | пгт             | ↘9658     | Тяжинское         |
| 2  | Итатский         | пгт             | ↘2632     | Итатское          |
| 3  | Аверьяновка      | посёлок станции | ↘7        | Нововосточное     |
| 4  | Акимо-Анненка    | деревня         | 439       | Акимо-Анненское   |
| 5  | Алексеевка       | деревня         | 42        | Новопокровское    |
| 6  | Большая Покровка | село            | 54        | Новопокровское    |
| 7  | Борисоглебское   | село            | 265       | Нововосточное     |
| 8  | Бороковка        | село            | ↘206      | Акимо-Анненское   |
| 9  | Валерьяновка     | посёлок         | 418       | Листвянское       |
| 10 | Георгиевка       | деревня         | 280       | Ступишинское      |
| 11 | Даниловка        | село            | 460       | Ступишинское      |
| 12 | Заря             | посёлок         | 93        | Листвянское       |
| 13 | Изындаево        | деревня         | ↘170      | Новоподзорновское |
| 14 | Камышловка       | деревня         | 49        | Преображенское    |
| 15 | Ключевая         | деревня         | ↘89       | Нововосточное     |
| 16 | Кубитет          | село            | 757       | Кубитетское       |
| 17 | Листвянка        | посёлок         | 644       | Листвянское       |
| 18 | Макарово         | деревня         | 63        | Чулымское         |
| 19 | Малопичугино     | село            | 292       | Новопокровское    |
| 20 | Нововосточный    | посёлок         | 455       | Нововосточное     |
| 21 | Новомарьинка     | деревня         | ↘212      | Итатское          |
| 22 | Новоподзорново   | село            | 604       | Новоподзорновское |
| 23 | Новопокровка     | село            | 416       | Новопокровское    |
| 24 | Новопреображенка | деревня         | 181       | Кубитетское       |
| 25 | Новотроицк       | деревня         | 24        | Акимо-Анненское   |
| 26 | Октябрьский      | посёлок         | 255       | Нововосточное     |
| 27 | Почаевка         | деревня         | 104       | Нововосточное     |
| 28 | Преображенка     | село            | 885       | Преображенское    |
| 29 | Прокопьево       | село            | ↘74       | Ступишинское      |
| 30 | Путятинский      | посёлок         | 95        | Листвянское       |
| 31 | Сандайка         | село            | ↘244      | Ступишинское      |
| 32 | Старый Тяжин     | село            | 262       | Нововосточное     |
| 33 | Старый Урюп      | деревня         | 488       | Кубитетское       |
| 34 | Ступишино        | село            | 541       | Ступишинское      |
| 35 | Тёплая Речка     | деревня         | ↘59       | Ступишинское      |
| 36 | Тисуль           | село            | ↘698      | Тисульское        |
| 37 | Тяжино-Вершинка  | деревня         | 374       | Преображенское    |
| 38 | Чернышово        | деревня         | 102       | Кубитетское       |
| 39 | Чулым            | село            | 234       | Чулымское         |

### Упразднённые населённые пункты
- 2012 г. — посёлок Красинский и деревня Самсоновка;
- 2024 г. — деревни Беляковка и Сертинка, ж/д будка 3755 км.

## Местное самоуправление
Главы района
- Соловьёв, Константин Александрович;
- Кошкин, Сергей Николаевич (с 15 марта 2015 года по лето 2021-го)[26]

## Экономика
Основной отраслью экономики округа является сельское хозяйство.